# 楊朝相
楊朝相（1881年—1964年），又名超象、扶青、輔卿，山西平陽府臨汾縣人，畢業於山西西學專齋化學科，宣統三年進士。

## 生平
- 光緒三十四年，於山西西學專齋第四期畢業，取列中等，准作舉人[2]。
- 宣統三年，經學部考試列優等；八月甲子引見，賞給進士出身[3]。
- 留學英國，於里茲大學製革部畢業。應利物浦制姆登製革廠之聘任該廠化學士，歸國後，曾任山西陸軍糧服局製革科技師，山西陸軍學兵團汽車隊英文教員，山西省第二屆省議會議員，唐山開灤礦稅局局長，山西工業學校製革部主任教員。1957年6月，被聘為山西省文史研究館館員[4]。